# Paecilomyces persimplex
Paecilomyces persimplex är en svampart som först beskrevs av Heinrich Klebahn, och fick sitt nu gällande namn av Delitsch & Henneberg 1943. Paecilomyces persimplex ingår i släktet Paecilomyces och familjen Trichocomaceae.   Inga underarter finns listade i Catalogue of Life.